# Sant Vicenç de Bajoles
Sant Vicenç de Bajoles era l'església de la comanda hospitalera de Bajoles, del terme comunal de la ciutat de Perpinyà, a la comarca del Rosselló, de la Catalunya del Nord.
És a la zona oriental del terme perpinyanenc, al sud-oest de Castell Rosselló i al nord del Clos Benet. És una zona ja molt urbanitzada, amb casetes de planta baixa amb jardí a l'entorn, al Mas Blanc, prop del Mas de Sant Vicenç, que pren el nom d'aquesta església.